# Krinertseen
Krinertseen este o arie protejată (arie specială de conservare — SAC, sit de importanță comunitară — SCI) din Germania întinsă pe o suprafață de 352,04 ha, integral pe uscat.

## Localizare
Centrul sitului Krinertseen este situat la coordonatele 53°05′18″N 13°44′12″E / 53.0883°N 13.7367°E.

## Înființare
Situl Krinertseen a fost declarat sit de importanță comunitară în septembrie 2000 pentru a proteja 3 specii de animale. Situl a fost protejat și ca arie specială de conservare în octombrie 1990.

## Biodiversitate
Situată în ecoregiunea continentală, aria protejată conține 6 habitate naturale: Ape puternic oligomezotrofe cu vegetație bentonică cu Chara spp., Lacuri eutrofice naturale cu vegetație de tip Magnopotamion sau Hydrocharition, Mlaștini turboase de tranziție și turbării mișcătoare, Mlaștini calcaroase cu Cladium mariscus și specii de Caricion davallianae, Păduri de fag Luzulo-Fagetum, Mlaștini împădurite.
La baza desemnării sitului se află mai multe specii protejate:
- păsări (1): Grus grus grus
- mamifere (1): vidră de râu (Lutra lutra)
- pești (1): boarță (Rhodeus sericeus amarus)

Pe lângă speciile protejate, pe teritoriul sitului au mai fost identificate 5 specii de plante.